# Era Hiboriana

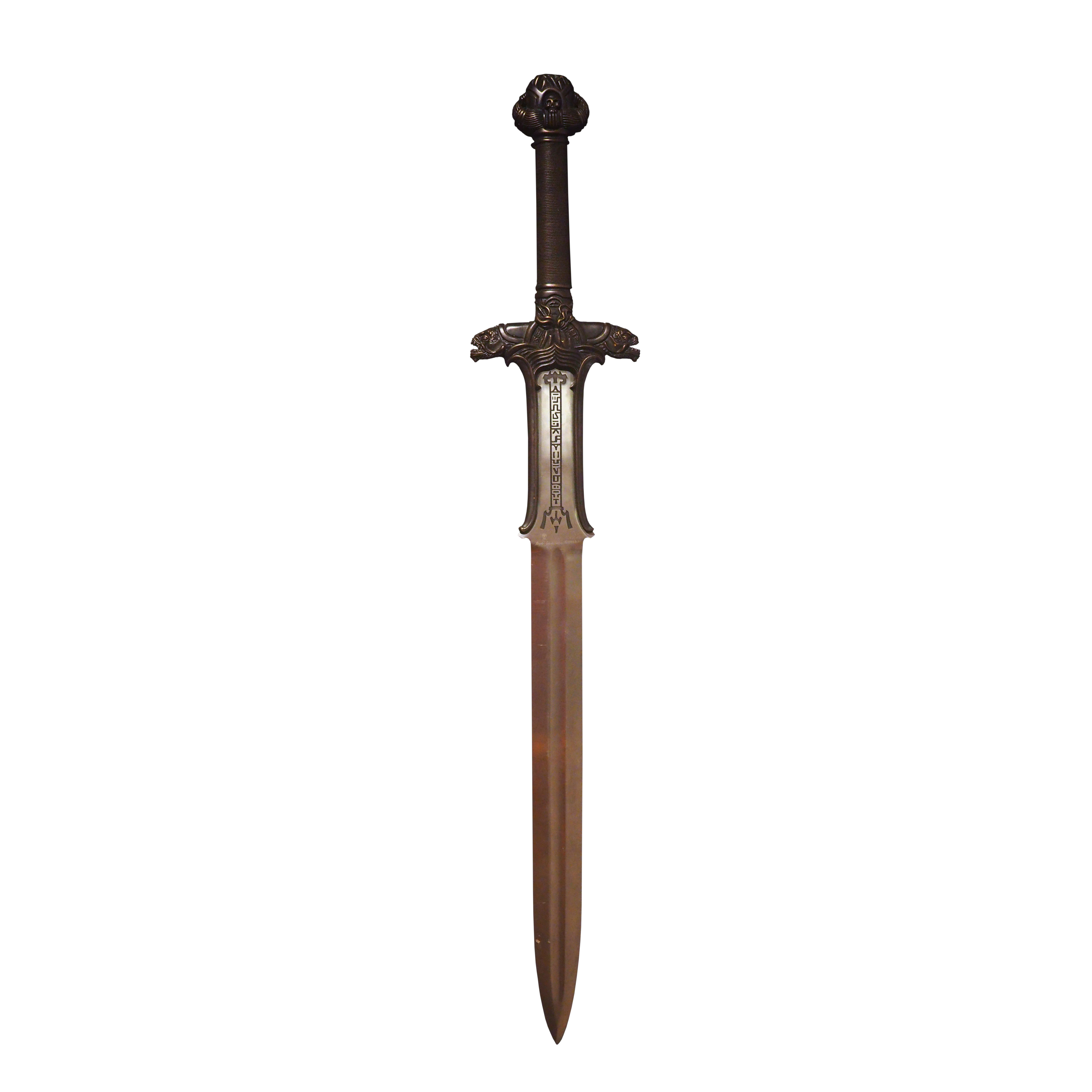
Espada usada pelo personagem mais famoso da Era Hiboriana: Conan

A Era Hiboriana (Hyborian Age no original) é o período fictício dentro da mitologia artificial criada por Robert E. Howard em que os contos de espada e feitiçaria de Conan, o Bárbaro, estão definidos.
A palavra "Hyborian" ou "Hiboriana" é derivada da lendária terra setentrional dos antigos gregos, Hiperbórea, e é traduzida como tal no primeiro esboço do ensaio "A Era Hiboriana" de Howard.  Howard descreveu a Era Hiboriana ocorrendo em algum momento após o afundamento da Atlântida e antes do início da Idade antiga registrada. A maioria dos editores e adaptadores posteriores como L. Sprague de Camp e Roy Thomas situaram a Era Hiboriana por volta de 10.000 a.C. Mais recentemente, Dale Rippke propôs que a Era Hiboriana deveria ser colocada mais longe no passado, por volta de 32.500 a.C, antes do começo do último período glacial. A data de Rippke, entretanto, foi contestada por Jeffrey Shanks, que defende a colocação mais tradicional no final da era do gelo.
Howard tinha um amor intenso por história e dramas históricos; no entanto, ao mesmo tempo, ele reconheceu as dificuldades e as pesquisas demoradas necessárias para manter a exatidão histórica. Ao conceber um cenário atemporal - uma era desaparecida - e escolhendo cuidadosamente nomes que se assemelham à nossa história, Howard evitou o problema dos anacronismos históricos e a necessidade de longa exposição.

## História ficcional

### Antepassados cataclísmicos
Howard explicou as origens e a história da civilização hiboriana em seu ensaio "A Era Hiboriana. O ensaio começa com as civilizações da Era Thuriana, Lemúria e Atlântida (mencionadas em sua série sobre Kull) sendo destruídas por um cataclismo.
De acordo com o ensaio, após esse cataclismo, uma tribo de seres humanos primitivos estava em um nível tecnológico pouco acima do neandertal. Eles fugiram para as áreas do norte do que restava do continente Thuriano para escapar da destruição. Eles descobriram que a região era segura, mas coberta de neve e já habitada por uma raça de macacos maldosos. Os macacos eram grandes com pelos brancos e aparentemente nativos de suas terras. Os invasores da Idade da Pedra se envolveram em uma guerra territorial com eles e eventualmente conseguiram expulsá-los, passando pelo Círculo Polar Ártico. Acreditando que seus inimigos estavam destinados a perecer e não mais interessados neles, o grupo recém-chegado se adaptou ao seu novo ambiente hostil e sua população aumentou.

### Antepassados hiborianos
Mil e quinhentos anos depois, os descendentes desse grupo inicial foram chamados de "hiborianos". Eles receberam o nome de sua deidade mais alta, Bori. O ensaio menciona que Bori foi realmente um grande chefe tribal de seu passado que havia passado por uma deificação. Sua tradição oral lembrava-o como seu líder durante a migração inicial para o norte, embora a antiguidade desse homem tivesse sido exagerada.
A essa altura, as várias tribos hiborianas relacionadas, mas independentes, haviam se espalhado por todas as regiões do norte de sua região do mundo. Alguns deles já estavam migrando para o sul em um ritmo "vagaroso" em busca de novas áreas para se instalarem. Os hiborianos ainda tinham que encontrar outros grupos culturais, mas engajados em guerras uns contra os outros. Howard descreve-os como uma raça poderosa e guerreira, com o indivíduo médio sendo alto, de cabelos castanhos e olhos cinzentos. Culturalmente, eles eram artistas e poetas talentosos. A maioria das tribos ainda dependia de caçar seu alimento. Suas ramificações do sul, no entanto, praticavam a pecuária há séculos.
A única exceção ao longo isolamento de outros grupos culturais ocorreu devido às ações de um aventureiro solitário, sem nome no ensaio. Ele havia passado pelo Círculo Polar Ártico e retornado com a notícia de que seus antigos adversários, os macacos, nunca foram aniquilados. Em vez disso, eles haviam evoluído para homens e, segundo sua descrição, eram numerosos. Ele acreditava que eles estavam evoluindo rapidamente para o status humano e representariam uma ameaça para os hiborianos no futuro. Ele tentou recrutar uma força militar significativa para fazer campanha contra eles, mas a maioria dos hiborianos não estava convencida por seus contos; apenas um pequeno grupo de jovens imprudentes seguiu sua campanha. Nenhum deles retornou.

### Início da Era Hiboriana
Com a população das tribos hiborianas continuando a aumentar, a necessidade de novas terras também aumentou. Os hiborianos expandiram-se fora de seus territórios familiares, iniciando uma nova era de perambulações e conquistas. Por 500 anos, os hiborianos se espalharam para o sul e oeste de seu continente sem nome.
Eles encontraram outros grupos tribais pela primeira vez em milênios. Eles conquistaram muitos clãs menores de várias origens. Os sobreviventes dos clãs derrotados se fundiram com seus conquistadores, transmitindo suas características raciais às novas gerações de hiborianos. As tribos hiborianas de sangue misto, por sua vez, foram forçadas a defender seus novos territórios de tribos hiborianas de sangue puro que seguiam os mesmos caminhos de migração. Freqüentemente, os novos invasores eliminariam os defensores antes de absorvê-los, resultando em uma teia emaranhada de tribos hiborianas e nações com elementos ancestrais variados dentro de suas linhagens.
O primeiro reino hiboriano organizado a emergir foi Hiperbórea. A tribo que a estabeleceu entrou em sua era neolítica, aprendendo a erguer edifícios em pedra, em grande parte para fortificação. Esses nômades viviam em tendas feitas de peles de cavalos, mas logo os abandonaram em favor de suas casas de pedra cruas mas duráveis. Eles se estabeleceram permanentemente em assentamentos fortificados e desenvolveram construção ciclópica para fortalecer ainda mais suas muralhas defensivas.
Os hiperbóreos eram então os mais avançados das tribos hiborianas e começaram a expandir seu reino atacando seus vizinhos atrasados. Tribos que defendiam seus territórios os perderam e foram forçados a migrar para outros lugares. Outros fugiram do caminho da expansão hiperbórea antes mesmo de engajá-los na guerra. Enquanto isso, os homens do Círculo Ártico surgiram como uma nova raça de humanos de cabelos claros e altos. Eles começaram sua própria migração para o sul, deslocando as tribos mais setentrionais das tribos hiborianas.

### Governantes do Ocidente
Pelos próximos mil anos, os guerreiros hiborianos avançaram para se tornarem os governantes das áreas ocidentais do continente sem nome. Eles encontraram os pictos e os forçaram a se limitarem às terras ocidentais, que viriam a ser conhecidas como a "Natureza dos Pictos". Seguindo o exemplo de seus primos hiperbóreos, outros hiborianos começaram a se estabelecer e criar seus próprios reinos.
O mais meridional dos primeiros reinos foi Koth, que foi estabelecido ao norte das terras de Shem e logo começou a estender sua influência cultural sobre os pastores do sul. Ao sul do deserto dos pictos estava o vale fértil conhecido como "Zing". A tribo hiboriana errante que os conquistou encontrou outras pessoas já instaladas ali. Eles incluíam uma nação agrícola sem nome relacionada ao povo do Shem e uma tribo pictórica guerreira que já havia conquistado eles. Eles estabeleceram o reino de Zingara e absorveram os elementos derrotados em sua tribo. Hiborianos, pictos e os parentes anônimos dos Shemitas se fundiriam em uma nação que se chamava Zingaranos.
Por outro lado, no norte do continente, os invasores de cabelos louros do Círculo Polar Ártico haviam crescido em número e poder. Eles continuaram sua expansão para o sul enquanto, por sua vez, deslocavam os hiborianos derrotados para o sul. Até mesmo a Hiperbórea foi conquistada por uma dessas tribos bárbaras. Mas os conquistadores decidiram manter o reino com o seu antigo nome, fundiram-se com os hiperbóreos derrotados e adotaram elementos da cultura hiboriana. As contínuas guerras e migrações manteriam o estado das outras áreas do continente por outros quinhentos anos.

## O mundo

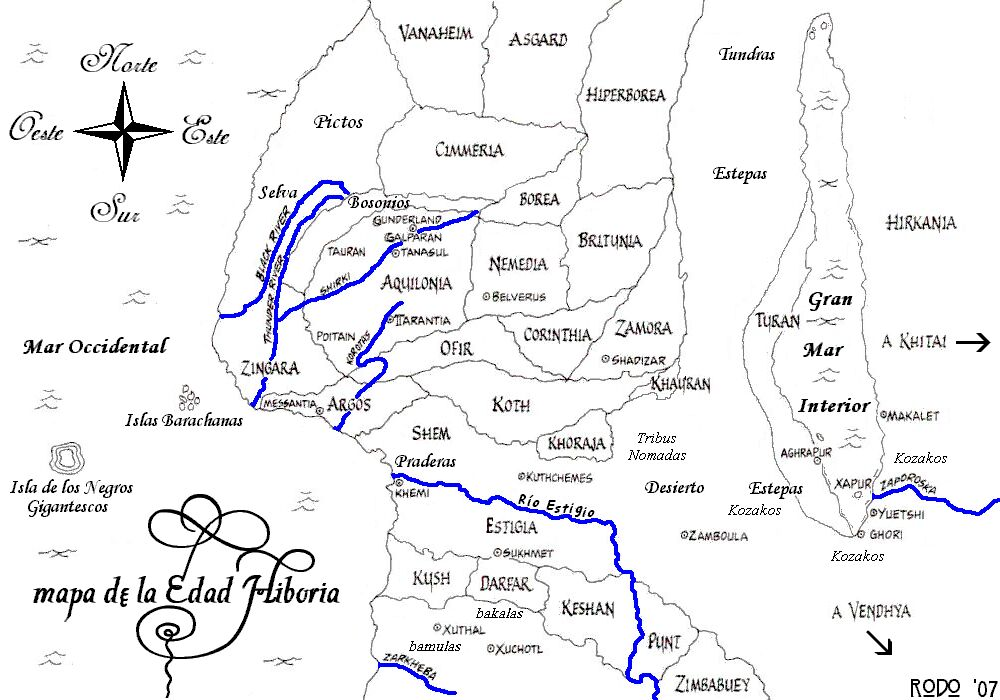
Mapa da Era Hiboriana

A Era hiboriana foi concebida pelo autor Robert E. Howard como o cenário pós-atlântico de suas histórias de Conan, o Cimério, projetado para se encaixar com os contos anteriores e menos conhecidos de Howard sobre Kull, que foram ambientados na Era Thuriana na época da Atlântida. O nome "hiboriano" é uma contração do conceito grego da terra de "Hiperbórea", literalmente "Além do Vento Norte". Este era um lugar mítico ao norte que não era frio e onde as coisas não envelheciam.
A Era hiboriana de Howard, descrita em seu ensaio A Era Hiboriana, é um período mítico antes de qualquer civilização conhecida por antropólogos. Seu cenário é a Europa pré-histórica e o norte da África (com referências ocasionais à Ásia e outros continentes).
Em um mapa que Howard desenhou conceituando a Era Hiboriana, sua visão do Mar Mediterrâneo é seca. O Nilo, que ele renomeou o rio Estige (Styx no original), toma uma curva para o oeste em ângulos retos um pouco além do Delta do Nilo, arando através das montanhas, de modo a ser capaz de chegar ao Estreito de Gibraltar. Embora seu Mar Negro também esteja seco, seu Mar Cáspio, que ele renomeia o Mar de Vilayet, se estende para o norte para chegar ao Oceano Ártico, de modo a fornecer uma barreira para encapsular o cenário de suas histórias. Não só o Mar Báltico e o Canal da Mancha estão secos, como também a maior parte do Mar do Norte e uma vasta região a oeste, incluindo facilmente a Irlanda. Enquanto isso, a costa oeste da África em seu mapa fica sob o mar.

## Etimologia
Em seu cenário de fantasia da Era Hiboriana, Howard criou reinos imaginários aos quais deu nomes de uma variedade de fontes mitológicas e históricas. Kitai é sua versão da China, situada bem ao leste, Corinthia é o nome de uma civilização helenística, um nome derivado da cidade de Corinto e que lembra o feudo imperial de Caríntia na Idade Média. Howard imagina que os pictos hiborianos ocupam uma grande área a noroeste. Os análogos pretendidos prováveis são listados abaixo; observe que os análogos são às vezes muito generalizados e são retratados por estereótipos sobre a história . A maioria dessas correspondências vem de "Nomes hiborianos", um apêndice apresentado em "Conan the Swordsman", por L. Sprague de Camp e Lin Carter.
| Reinos, região, ou grupos étnicos | Possível (s) análogos (s) |
| --------------------------------- | --- |
| Acheron                           | Um reino caído correspondente ao Império Romano. Seu território abrangia Aquilônia, Nemédia e Argos. Na mitologia grega, Acheron ou Aqueronte era um dos quatro rios do Hades (cf. "Stygia"). |
| Afghulistan                       | Afghanistan. Afghulistan (às vezes "Ghulistan") é o nome comum para o habitat de diferentes tribos nas montanhas himelianas. O nome em si é uma mistura dos nomes históricos de Gulistan e Afeganistão. |
| Alkmeenon                         | Delfos. Seu nome deriva dos Alcmeônidas, que financiaram a construção do Templo de Apolo em Delfos, de onde operava o oráculo. Por outro lado Alcmena era a mãe de Hércules. Após a morte, ela foi para Hades, onde se casou com (!) Juiz chefe do submundo Radamanto. |
| Amazon                            | Mencionado no ensaio 'A Era Hiboriana' de Robert E. Howard, o reino das Amazonas se refere a várias lendas gregas sobre as Amazonas, ou mais especificamente as Amazonas de Daomé. Na lenda clássica, Amazonia é uma nação de mulheres guerreiras na Ásia Menor e no norte da África. A lenda pode ser baseada nos sármatas, uma tribo nômade iranianos do Kuban, cujas mulheres eram obrigadas a matar um inimigo antes que pudessem se casar. |
| Aquilônia                         | Um cruzamento entre o Império Romano e o Império Carolíngio. O nome é emprestado de Agnone, uma cidade do Sul da Itália, entre a moderna Venosa e Benevento; é também um nome antigo de Quimper e assemelha-se ao da Aquitânia, uma região francesa governada pela Inglaterra durante uma longa parte da Idade Média. O nome é derivado do latim aquilo (n–) , "vento norte". |
| Argos                             | Vários comerciantes marítimos do Mediterrâneo. O nome vem de Argo, embarcação dos Argonautas; ou talvez da cidade de Argos, Peloponeso, supostamente a cidade mais antiga da Grécia, situada à cabeceira do golfo de Argolis perto da moderna Nafplion. Além disso, sugestões da Itália em relação à aparência, nomes e cultura da população indígena. Na cartografia da Era Hiboriana, Argos assume a forma de um "sapato" em suas fronteiras, em comparação com a Itália, que aparece como uma "bota". A cidade costeira de Messantia Massantia deriva seu nome de "Massalia", o nome dado a Marselha por seus fundadores gregos. |
| Asgard (Aesgaard nos quadrinhos)  | Idade das Trevas Escandinávia. Asgard é a casa de Æsir ms mitologia nórdica. Howard afirma que o Mar Báltico iria, pós-cataclismo, dividir sua Asgard fictícia nas modernas Noruega, Suécia e Dinamarca de acordo com o ensaio A Era Hiboriana . |
| Ilhas Barachan                    | As Ilhas do Caribe. Possivelmente após as Islas Borrachas ("Ilhas Bêbadas"). A cidade pirata de Tortage leva o nome de Tortuga. |
| Reino da Fronteira                | Localizada geograficamente sobre a moderna costa alemã do Mar Báltico. Uma região sem lei cheia de selvagens. Conan viajou uma vez pelos Reinos da Fronteira a caminho da Nemédia. Ele fez amizade com Mar, o Piper e o Rei dos Reinos da Fronteira. Ele ajudou a salvar os reinos antes de retornar à sua busca em alcançar a Nemédia. |
| Pântanos Bossonianos              | País de Gales, com uma sobreposição da América do Norte colonial. Possivelmente de Bossiney, um antigo bairro parlamentar na Cornualha, Sudoeste da Inglaterra, que incluía o Castelo de Tintagel, relacionado com a Matéria da Grã-Bretanha. |
| Britúnia                          | As pátrias continentais dos anglos e saxões que invadiram a Grã-Bretanha, que é a origem do nome. Semanticamente, o nome Britúnia é do galês Brython , Briton, derivado da mesma raiz que o latim Brito , Britannia, embora Howard tenha declarado que o nome era mantido pelos Æsir e nemedianos que se estabeleceram. lá. A terra é representada geograficamente na Polônia moderna, na Lituânia e na Letônia. |
| Ciméria                           | Howard declara em "A Era Hiboriana" que "os Gaels, ancestrais dos irlandeses e Escoceses das Terras Altas, descendiam de clãs cimérios de sangue puro". Ele correlaciona Ciméria aos povo Cimric, Cimbros, Gimirrai, citas, cimérios e Criméia. Geograficamente localizada sobre a moderna Irlanda, Escócia e Inglaterra. O nome é derivado das lendas gregas de um povo do norte que viveu em perpétua névoa e escuridão perto da Terra dos Mortos. |
| Conajohara (Aquilônia)            | O nome pode ter sido baseado em Canajoharie. |
| Coríntia                          | Grécia antiga. De Corinto (Korinthos), uma cidade rica na Grécia Clássica. Possivelmente sugerido a Howard pelas Epístolas de Paulo de Tarso aos Coríntios, ou pela região do Caríntia. |
| Darfar                            | Howard derivou esse nome da região de Darfur, Sudão, na África do Norte e Central. Darfur é um nome árabe que significa "morada ( dar ) dos "Furis", o povo dominante da área. O Darfur original é agora a parte mais ocidental da República do Sudão. |
| Gunderlândia                      | Possivelmente de Gunderland de Hesbaye, um conde na corte merovíngia, ou de Gelderland uma província na Holanda ou de Gunther (Gundicar), Reino da Borgonha ou Gunderico, rei dos vândalos. |
| Hiperbórea                        | Finlândia, Rússia e os Países Bálticos (Hiperbórea). É uma terra no "norte mais externo", de acordo com o historiador grego Heródoto. A Hiperbórea de Howard é descrita como o primeiro reino hiboriano, "que teve seu início em uma crua fortaleza de rochas empilhadas para repelir o ataque tribal". |
| Hircânia                          | (Estepe Euroasiática), Hircânia, na geografia clássica, era uma região a sudeste do Mar Cáspio ou Mar Hircánio correspondente às províncias iranianas de Golestão, Mazandarão e Guilão. O nome é grego para a língua persa antiga Varcana, uma das satrapias do Império Aquemênida, e sobrevive em nome do rio Gurgã. O significado original pode ter sido "terra de lobo". Na lenda iraniana, a Hircânia é notável por seus magos, demônios, lobos, espíritos, bruxas e vampiros. |
| Iranistan                         | Uma terra oriental correspondente ao moderno Irã. Historicamente, o nome do país é derivado do Irã + o persa istão , estan , "country". |
| Cambuja/Kambulja                  | O nome original do Camboja, também conhecido como Kampuchea. |
| Keshan                            | O nome vem do "Kesh", o nome egípcio para Núbia. |
| Cauram                            | O nome talvez derive da região Hauran da Síria. |
| Kitai                             | China. O nome é derivado do Império Kitai (chinês 遼朝 Liáo cháo ou da dinastia Liao) e do povo que governou o norte e o nordeste da China. O nome é derivado da língua khita para "O Império Khitan", Mos diau-d kitai huldʒi gur; em chinês mandarim moderno, 契丹 國 ou Qìdān guó. Na Era Hiboriana, Kitai é um antigo império que está sempre em guerra com Cambuja ao sul. Nos tempos antigos Khitai foi subjugado por um império de conquistadores de um misterioso continente no oceano oriental. Após o cataclismo este império escravizou os lemurianos que conseguiram fugir da destruição. Com o tempo, estes, e talvez os gentios kitanianos, foram capazes de se levantar e derrubar este império. Os juízes desta masterrace de pele branca fugiram para o oeste, conquistando a terra dos serpentes e fundando a Estígia (Stygia no original). O povo de Kitai é de pele amarela e de altura mediana. Kitai é governado por um Imperador-deus cujas decisões são grandemente influenciadas pelo Scarlet Circle ', um clã de alguns dos mais poderosos mago senhores de todos os Hyboria. Leis kitaninas fluem do soberano de uma cidade-estado. A cultura de Kitai é semelhante à da China antiga. A característica mais proeminente de Kitai é a Grande Muralha (semelhante à Grande Muralha da China), que a protege de invasões estrangeiras do norte. As cidades de Kitai são Ruo-Chen, Shu-Chen, Shaulum e a capital, Paikang, que contém a Citadela de Jade, de onde o Imperador-Deus governa todo o Khitai. |
| Khoraja                           | Constantinopla e os etruscos e possivelmente os associados Principado de Antioquia, Condado de Edessa e Condado de Trípoli, coletivamente conhecidos como Outremer. O nome em si foi inspirado nas referências de Sax Rohmer à cidade fictícia de Khorassa no romance The Mask of Fu Manchu. |
| Kosala                            | Do antigo reino indo-ariano de Cosala, correspondente aproximadamente na área com a região de Oudh. |
| Kozaki                            | Incursores semi-bárbaros da estepe análogos aos cossacos. |
| Koth                              | Dos antigos hititas (o nome Koth pode vir do fato de que os hititas são chamados na Bíblia de filhos de Heth , e os egípcios chamavam suas terras de Kheta ) ; A capital kothiana de Khorshemish corresponde a Carquemis, capital de um reino neo-hitita. Talvez de 'O Sinal de Koth' em The Dream-Quest of Unknown Kadath por H. P. Lovecraft. Howard também usou o mesmo nome em seu romance planetário "Almuric". |
| Kusan                             | Provavelmente do Império Cuchana. |
| Kush                              | Do reino de Cuxe, Núbia, norte da África. |
| Meru                              | Tibet. Na mitologia hindu, Meru é a montanha sagrada sobre a qual os deuses habitam. NOTA: Meru não é um país da Era Hiboriana original e foi criado por L. Sprague de Camp e Lin Carter para o conto The City of Skulls. |
| Nemédia                           | Um cruzamento entre Roma e Bizâncio. Nemédia é a rival de Aquilônia (que corresponde aos carolíngios), e dependia de mercenários Aesir para sua defesa (como o Império Bizantino contratou Vikings como Guarda Varangiana). O nome vem de Nemed, líder dos colonos da Cítia para a Irlanda na mitologia irlandesa. |
| Ofir                              | Antiga Ofir, uma região de mineração de ouro no Antigo Testamento, possivelmente às margens do Mar Vermelho ou Mar da Arábia (por exemplo, Arábia Ocidental), embora claramente Howard via como situado em algum lugar na Itália. |
| Pelishtim                         | Filisteus ( P'lishtim em hebraico). A cidade de Asgalun em Pelishti deriva seu nome de Ascalão. O deus Pelisti Pteor ou Baal-Pteor deriva seu nome do moabita Baal-Peor. |
| Sertões Pictos                    | América pré-colombiana, com uma cobertura da América do Norte durante a colonização européia das Américas, possivelmente até da Nova York da Era colonial. Howard concede nomes de línguas iroqueses em muitos de seus Pictos de Era Hiboriana (mas não os pictos quase-históricos em Bran Mak Morn). |
| Poitain                           | Uma combinação de Poitou e Aquitânia, duas regiões no sudoeste da França. De 10 a meados do século XII, as condes de Poitou eram também os duques da Aquitânia. |
| Punt                              | Punt no Corno da África. Um lugar com o qual os antigos egípcios negociavam, provavelmente Somalilândia. |
| Sem                               | Mesopotâmia, Síria, Palestina e Palestina. Na Bíblia, Sem é o filho mais velho de [[[Noé]], o ancestral dos hebreus, árabes e assírios; por isso, o moderno "povo semita" e línguas semíticas (via grego Shem), usado apropriadamente para designar a família de línguas faladas por esses povos. |
| Estígia                           | Estígia (Stygia no original) é o equivalente ao Egito. O nome vem do Estige (Styx no original), um rio do Hades em mitologia grega. Em épocas anteriores, o território da Estígia incluía Sem, Ofir, Coríntia e parte de Koth. A Estígia é governada por uma teocracia dos reis-feiticeiros. As pessoas são de pele escura. A maioria das pessoas comuns é descendente das várias raças do mundo. Eles adoram o deus da serpente Set. O terreno da Estígia é uma mistura de montanhas, desertos e pântanos. O rio Estige flui através da Estígia para o mar. Os plebeus da Estígia ainda podem, em espírito, ser os escravos humanos originais ou as raças escravas dos homens-serpente que governaram esse reino séculos antes. A elite de pele branca ainda pode adorar "O grande e obscuro" (Skelos?). |
| Turan                             | Nome Persa nome do Turquestão. Uma terra turca, possivelmente referindo-se ao Império Gokturk, a Dinastia Timúrida, ou o Império Seljúcida. O nome deriva de Turã, as áreas da Eurásia ocupadas por falantes de línguas uralo-altaicas. Os nomes das várias cidades turanianas (por exemplo, Aghrapur, Sultanapur, Shahpur) estão freqüentemente em persa. O rei Yezdigerd é nomeado após Isdigerdes III, governante do Império Sassânida. A cidade de Khawarizm leva o nome de Corásmia e Khorusun de Coração. |
| Uttara Kuru                       | Do reino medieval Uttara Kuru no norte e no centro do Paquistão. NOTA: Uttara Kuru não é um país da Era Hiboriana original. |
| Vanaheim                          | Idade das Trevas Escandinávia. Vanaheim é a casa do Vanir na mitologia nórdica O vanir de cabelos ruivos finalmente derrubará a aristocracia maligna da Estígia e encontrou o Egito faraônico. Eles são ruivos, porque antigas lendas egípcias dizem que o Egito foi fundado por estranhos "de cabelos vermelhos" de fora. |
| Vendhya                           | A Índia (os Montes Víndias é uma cadeia de montanhas no centro da Índia). O nome significa "alugar" ou "maltrapilho", isto é, ter muitos passes. Este reino muito antigo adora o deus Asura, versão indiana do persa "Ahura", como em Ahura Mazda, entre outras coisas, pai do deus Mitra. Esse culto se espalhou para o oeste e está presente, embora freqüentemente perseguido, nas terras hiborianas. Em Aquilônia encontra um protetor no rei Conan. |
| Yamatai                           | Japão, provavelmente inspirado no nome histórico de Yamatai. A terra de Yamatai é descrita como "um aglomerado de ilhas a leste de Khitai", governado pela "Rainha Bruxa de Yamatai" na história "Witch Queen of Yamatai" na revista The Savage Sword of Conan. ela própria possivelmente inspirada pelo histórico rainha-xamã Himiko. NOTA: Yamatai não é um país da Era Hiboriana original. |
| Wadai (tribo)                     | O Império de Uadai no atual Chade. |
| Wazuli (tribo)                    | A tribo Waziri no noroeste do Paquistão. |
| Zamora                            | O povo cigano. O nome vem da cidade de Samora, Província de Samora, Castela e Leão, Espanha, aludindo ao povo Gitano da Espanha (ver Zingara para discussão); ou possivelmente é baseado na palavra "Roma". Também pode haver alguma referência ao sul da Itália, já que os zamoranos dançam a tarantella em homenagem ao deus-aranha (conhecido como Omm e Zath). Também sugestões de Israel antigo e Palestina. |
| Zembabwei                         | O Império Monomotapa. O nome vem do Grande Zimbabwe, uma cidade fortificada em ruínas na Rodésia, construída primeiramente por volta do século XI e usada como a capital do Império Monomotapa. Estranhamente, essa é a mesma raiz que o nome moderno da República do Zimbábue. |
| Zingara                           | Espanha/Portugal. Península Ibérica como um todo. Zingara também é italiano para "mulher cigana"; Isso pode significar que Howard misturou os nomes de Zingara e Zamora, com Zingara originalmente destinado a se aplicar ao reino cigano, e Zamora ao reino espanhol. |
| Zuagir (tribo)                    | O nome é talvez derivado de uma combinação de Tuaregues e Uigures. |
| Outros lugares                    | |
| Amir Jehun Pass                   | Leva o nome de uma combinação do rio Amu Dária e do rio Giom (Jayhoun em árabe), que foi identificado por alguns com o Amu Dária. Talvez corresponda ao Broghol Pass, que fica perto das cabeceiras do Amu Dária em Wakhan. |
| As montanhas Himelianas           | Tome seu nome do Himalaia, mas corresponde mais de perto aos intervalos Indocuche ou Caracórum. |
| As Montanhas Karpash              | O Cárpatos. |
| As Montanhas Poitanas             | Os Pirenéus, que estão ao sul da região da Aquitânia, na França. |
| O rio Estige                      | O rio Estige corre para o norte através da Estígia, seguindo o curso do [[Rio Nilo histórico. Então ele vira e corre para oeste através de Sem, seguindo o histórica Mar Mediterrâneo, finalmente esvaziando-se no oceano ocidental. Estige, na mitologia clássica, é o "Rio dos Mortos" e este simbolismo é usado em "The Hour of Dragon". |
| O rio Alimane                     | Rio Alamana (atual Spercheios) na Grécia. Também pode ser uma referência para os Alamanos. |
| Mar de Vilayet                    | Geograficamente, o Mar Cáspio. O nome vem de vilayet , o termo para regiões administrativas no Império Otomano. |
| Passagem de Zhaibar               | O Passo Khyber, que tem sido a fronteira tradicional entre o Afeganistão e o Paquistão. |
| Rio Zaporoska                     | O Rio Dnieper e/ou o Rio Don e/ou o Rio Volga. O nome do rio foi provavelmente influenciado por Zaporizhian Sich, um assentamento dos cossacos em Zaporizhzhya. Situava-se no rio Dnieper, abaixo das corredeiras do Dnieper (porohy, poroz.a), daí o nome, traduzido como "território além das corredeiras". |

## Divindades
Os seguidores estígio de Set adoram sua divindade com sacrifício humano e veneram serpentes ativamente, e os adoradores de Ishtar seguem os prazeres da carne. Em Vendhya, os seguidores de Asura buscam a verdade além das ilusões do mundo físico, e os devotos hiborianos de Mitra são quase cristãos em sua fusão de ascetismo com um compromisso com a compaixão e a justiça.

### Crom
Crom é uma divindade nos contos de fantasia de Robert E. Howard da Era Hiboriana. Ele é reconhecido como o deus principal pelo personagem principal Conan e seu povo cimério proto-céltico. O nome Crom é provavelmente derivado da antiga divindade celta Crom Cruach ou Crom Dubh. Crom é o deus principal do panteão cimério e vive em uma grande montanha, de onde envia condenação ou morte. É inútil invocar Crom, porque ele é um deus sombrio e selvagem que despreza os fracos. No entanto, Crom dá ao homem coragem, livre arbítrio e força para matar seus inimigos ao nascer. Crom não se importa se os indivíduos vivem ou morrem, e ele despreza a fraqueza, portanto, o nome de Crom normalmente só é invocado durante um juramento ou maldição. Ele é o único membro do panteão cimério nomeado com alguma regularidade. Crom nunca é descrito como intervindo diretamente ou de outra forma explicitamente causando qualquer evento nas histórias originais de Conan por Robert E. Howard. Há pouca evidência consistente em suas obras de que Crom realmente exista; a existência de demônios e alienígenas altamente avançados é confirmada (como nas histórias "The God in the Bowl" and "The Tower of the Elephant"), enquanto a história "A Fênix na Espada" implica que Set é um dos personagens Grandes Antigos de H.P. Lovecraft . A história de Howard, "Black Colossus", apresenta uma princesa dirigida vocalmente por Mitra para transformar Conan em seu campeão,  mas Crom não faz essas aparições. Usar o nome de Crom como palavrão imediatamente identifica Conan como sendo um cimério. Crom é especificamente e exclusivamente considerado um deus cimério, com outras civilizações prestando pouca atenção a ele.

### Mitra
Mitra é a personificação do bom popular entre as pessoas da época.
Ele provavelmente se baseia vagamente na figura védica e zoroastriana de mesmo nome e, no universo hiboriano, sua adoração geralmente representa o cristianismo. No ensaio "A Era Hiboriana", Howard escreve que os seguidores de Mitra são incentivados a perdoar seus inimigos (embora muitos deles falhem em fazê-lo). A religião de Mitra é missionária; seus adeptos às vezes perdem a vida tentando espalhar sua fé para povos hostis. A adoração de Mitra é forte e dominante, efetivamente a religião oficial, nos países hiborianos correspondentes à moderna Europa Ocidental. Em terras correspondentes à Ásia e à África, Mitra é, na melhor das hipóteses, um deus entre muitos, e a adoração de Mitra é totalmente proibida na Estígia (Egito e Norte da África).
Mitra é o deus principal da maioria dos reinos hiborianos civilizados, incluindo Aquilônia, Ofir, Nemédia, Britúnia, Coríntia e Zingara. Seus adoradores são monolatísticos, já que pelo menos um conto retrata sacerdotes de Mitra reconhecendo a existência de Set. Ele é descrito como um deus "gentil". Em Khoraja, que fica na fronteira entre os reinos hiborianos e os semitas, a adoração de Mitra foi amplamente esquecida em favor dos deuses semitas - mas em horas de grande necessidade, os khorajanos ainda invocam Mitra e são atendidos ("Black Colossus"). Enquanto Mitra e seus seguidores são em geral apresentados favoravelmente nas histórias de Conan, em "The Hour of Dragon" de Howard eles mostram preconceito e perseguem os seguidores de Asura. Conan, sendo um "bárbaro", não compartilha desse preconceito "civilizado" e protege os seguidores de Asura, que se mostram úteis mais tarde. O culto mitriano nunca pratica o sacrifício e valoriza a simplicidade estética. Assim, seus santuários geralmente não têm adornos e apresentam pouca ou nenhuma iconografia, exceto por um único ídolo. O próprio ídolo tem a aparência de uma figura masculina barbada idealizada e é a direção principal da adoração a Mitra. No entanto, sendo onipresente e incorpóreo, Mitra não é considerada como residente no ícone, nem compartilha sua aparência. Ele também é simbolicamente representado por uma fênix na escrita de Howard. por um Ankh no MMORPG Age of Conan, e por um colosso de bronze no videogame de sobrevivência Conan Exiles. Mitra aparece diretamente em "Black Colossus" de Howard, onde fala com a Princesa Yasmela de Khoraja e a ajuda em uma hora de necessidade desesperadora. O envolvimento de Mitra tem um efeito significativo na carreira de Conan. Devido ao envolvimento do deus, Conan - que até então nunca comandou mais do que uma "companhia de assassinos" - sai vitorioso de uma batalha historicamente importante envolvendo dezenas de milhares de soldados. Embora a carreira de Conan conhecesse muitos outros altos e baixos, este foi um passo importante para se tornar um rei. Do ponto de vista de Mitra, Conan era evidentemente a melhor escolha para derrotar um inimigo jurado dos reinos hiborianos.